# Naissance en 1346
Naissance
- 1342
- 1343
- 1344
- 1345
- 1346
- 1347
- 1348
- 1349
- 1350

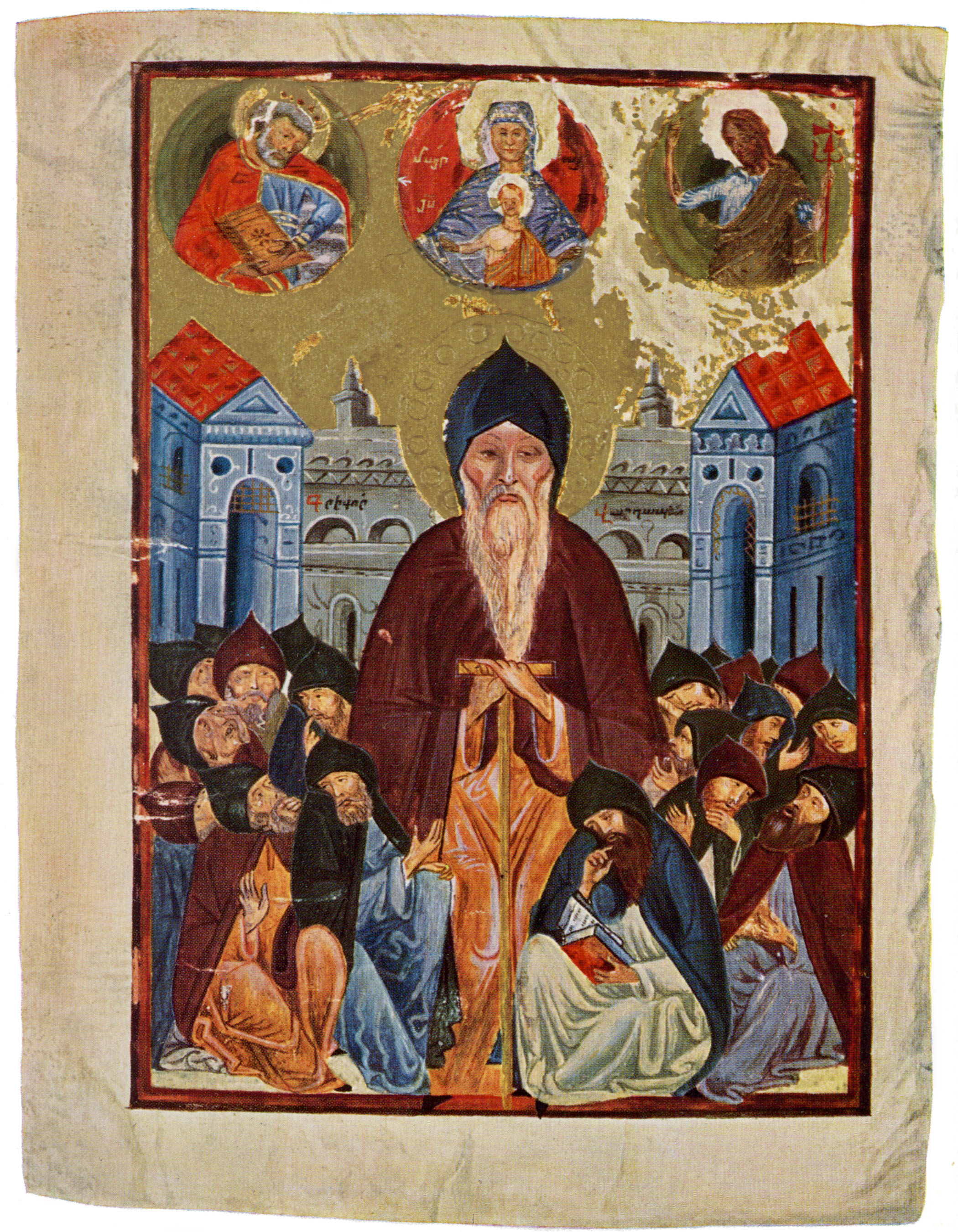
Grégoire de Tatev, né en 1346.

Cette page dresse une liste de personnalités nées au cours de l'année 1346  :
- février : Jean Ier de Lorraine, duc de Lorraine.

- Colart d'Enghien, chevalier brabançon, seigneur d'Arbre, Mares, Wanbroek, Leerbeek, du manoir de Kastergat à Pepingen, capitaine de la ville d'Enghien.
- Othon V de Bavière, surnommé le Paresseux, duc de Haute-Bavière, margrave de Brandebourg et enfin électeur de Brandebourg.
- Louis II de Blois-Châtillon, comte de Blois.
- Jacques de Bourbon-Preaux, seigneur de Préaux, de Dargies, de Dangu et de Thury.
- Philippe Ier de Bourgogne, duc de Bourgogne, comte de Bourgogne, d'Artois, d'Auvergne et de Boulogne.
- Grégoire de Tatev, religieux, philosophe nominaliste, enseignant, poète, peintre et copiste arménien.
- Jacques Twinger de Koenigshoffen, historien, enseignant, notaire, chroniqueur, prêtre, archiviste, musicien et rédacteur de dictionnaires français manuscrits.

## Crédit d'auteurs
- Cet article est partiellement ou en totalité issu de l'article intitulé « 1346 » (voir la liste des auteurs).